# World Wide Name
World Wide Name (nombre a nivel mundial) y World Wide Identifier (identificador a nivel mundial), cuyos acrónimos son respectivamente WWN y WWID, hacen referencia a un identificador único en una red de almacenamiento de fibra óptica o Serial Attached SCSI (SAS).
Cada WWN es un número de 8 bytes derivado del OUI (los tres primeros bytes), el resto es información suministrada por la empresa.
Existen dos formatos definidos por la IEEE:
1. Formato original: las direcciones son asignadas por el comité de estándares de la IEEE y son incluidos en el equipo en el momento de su fabricación, de forma similar que con las direcciones MAC de las tarjeta de red Ethernet. Los dos primeros bytes son números hexadecimales 10:00 o 2x:xx (donde las equis las suministran los dueños) seguidos por los tres bytes que identifican a la empresa y otros 3 bytes para un número de serie específico para cada empresa.
2. Nuevo esquema de direccionamiento: la primera mitad es hexadecimal 5 o 6 seguida por 3 bytes que identifican a la empresa y cuatro bytes y medio para un número de serie específico para cada empresa.

## Direcciones de puertos
- Identificación de Dominio: un byte que representa el identificador único del switch. Un solo byte permite 256 direcciones diferentes pero algunas de estas están reservadas, por lo cual sólo se utilizan 239 direcciones.
- Área
- Puerto

## Lista de los WWN de algunas empresas
- 00:50:76 IBM
- 00:60:69 Brocade Communications Systems
- 00:05:1E Brocade Communications Systems, antes era Rhapsody Networks
- 00:60:DF Brocade Communications Systems, antes era CNT Technologies Corporation
- 00:E0:8B QLogic HBA
- 08:00:88 Brocade Communications Systems, antes era McDATA Corporation